# Tautogolabrus
 Tautogolabrus  es un género de peces de la familia de los Labridae y del orden de los Perciformes.

## Especies
Existen 2 especies de este género, de acuerdo con FishBase:
- Tautogolabrus adspersus (Walbaum, 1792)[3][4]
- Tautogolabrus brandaonis (Steindachner, 1867)[5]